# Morvillars
Morvillars is een gemeente in het Franse departement Territoire de Belfort (regio Bourgogne-Franche-Comté) en telt 965 inwoners (1999). De plaats maakt deel uit van het arrondissement Belfort. In het Elzassisch of het Duits heette de plaats vroeger Morsweiler.

## Geografie
De oppervlakte van Morvillars bedraagt 5,3 km², de bevolkingsdichtheid is 182,1 inwoners per km².
De Allaine stroomt door de gemeente.
De onderstaande kaart toont de ligging van Morvillars met de belangrijkste infrastructuur en aangrenzende gemeenten.

## Demografie
Onderstaande figuur toont het verloop van het inwonertal (bron: INSEE-tellingen).